# 黄芳 (清朝)
黄芳（？—？），湖南长沙人，是一名清朝政治人物。
黄芳曾于1855年接替孙丰任上海县知县一职，由孙丰接任。